# Hechun
Hechun (kinesiska: 河唇) är en köping i sydöstra Kina. Den ligger i Lianjiang i staden Zhanjiang i provinsen Guangdong, omkring 340 kilometer sydväst om provinshuvudstaden Guangzhou. Antalet invånare är 82 496. Befolkningen består av 38 733 kvinnor och 43 763 män. Barn under 15 år utgör 23,0 %, vuxna 15-64 år 67 %, och äldre över 65 år 9,0 %.